# Бабка
Бабка още Белица (Blicca bjoerkna) е вид лъчеперка от семейство Шаранови (Cyprinidae). Видът не е застрашен от изчезване.

## Разпространение и местообитание
Разпространен е в Австрия, Азербайджан, Андора, Армения, Беларус, Белгия, Босна и Херцеговина, България, Великобритания, Германия, Грузия, Дания, Естония, Иран, Испания, Италия, Казахстан, Латвия, Литва, Лихтенщайн, Люксембург, Молдова, Нидерландия, Норвегия, Полша, Република Македония, Румъния, Русия, Словакия, Словения, Сърбия, Туркменистан, Турция, Украйна, Унгария, Финландия, Франция, Хърватия, Черна гора, Чехия, Швейцария и Швеция.
Обитава крайбрежия, сладководни и полусолени басейни, пясъчни дъна на морета, реки и канали. Среща се на дълбочина от 1 до 26 m, при температура на водата от 5,3 до 7,4 °C и соленост 5,7 — 6,9 ‰.

## Описание
На дължина достигат до 36 cm, а теглото им е максимум 1000 g.